# コンスタンティン・リソフスキー
コンスタンティン・パヴロヴィチ・リソフスキー（ロシア語: Константин Павлович Лисовский, ラテン文字転写: Konstantin Pavlovich Lisovskii, 1932年10月22日 - 2023年10月4日）は、ソビエト連邦、ロシアのテノール歌手、音楽教師。ロシア・ソビエト連邦社会主義共和国人民芸術家（1983年授与）。

## 概要
レニングラードに生まれる。1951年にバラノフ記念航空学校を卒業し、工場で勤務する。1953年、歌手を志して受けたモスクワ音楽院附属音楽学校の試験に合格し、以降3年間同校で学ぶ。勉学と並行して1954年からはアレクサンドロフ・アンサンブルに所属、頭角を現しソリストに抜擢され、海外公演や録音に活躍している。モスクワ音楽院附属音楽学校に続き、グネーシン音楽教育大学でも研鑽を積み、こちらは1967年に卒業している。同時期に音楽コンクールへ出場、1965年のグリンカ・コンクールでは6位入賞、翌1966年のチャイコフスキー国際コンクールでは3位に入賞した。グリンカ・コンクールに入賞した1965年からモスクワ・フィルハーモニー協会のソリストに迎えられ、1997年までの30年以上にわたり活躍した。
1979年に母校であるグネーシン音楽教育大学で声楽指導を始め、1998年に教授に昇格している。晩年は教授職の傍ら、アレクサンドロフ・アンサンブルのソリストの歌唱指導も務めていた。
2023年10月4日に死去したことが、娘で女優のヤニーナ・リソフスカヤのフェイスブックで伝えられ、10月10日、トロエクロフスコエ墓地に埋葬された。

## 主な録音
以下はメロディア録音。
オペラ
- チャイコフスキー：チェレヴィチキ(ヴァクーラ、フェドセーエフ指揮 1973年録音)
- リムスキー＝コルサコフ：五月の夜(レフコ、フェドセーエフ指揮 1973年録音)
- ムソルグスキー：ボリス・ゴドゥノフ(ヴァシリー・シュイスキー公、エルムレル指揮 1985年録音)

その他
- ロシア民謡、ロマンス、ソヴィエト大衆歌曲など(アレクサンドロフ・アンサンブル、ソ連国防省吹奏楽団などのソリストとしての録音 他)